# Molde Fotballklubb 2009
Questa voce raccoglie le informazioni riguardanti il Molde Fotballklubb nelle competizioni ufficiali della stagione 2009.

## Rosa
| N. |                        | Ruolo | Calciatore                  |
| -- | ---------------------- | ----- | --------------------------- |
| 1  | Norvegia (bandiera)    | P     | Knut Dørum Lillebakk        |
| 2  | Norvegia (bandiera)    | D     | Kristoffer Paulsen Vatshaug |
| 3  | Svezia (bandiera)      | D     | Marcus Andreasson           |
| 4  | Norvegia (bandiera)    | C     | Thomas Holm                 |
| 5  | Norvegia (bandiera)    | D     | Øyvind Gjerde               |
| 6  | Norvegia (bandiera)    | C     | Daniel Berg Hestad          |
| 8  | Senegal (bandiera)     | C     | Makhtar Thioune             |
| 9  | Svezia (bandiera)      | A     | Mattias Moström             |
| 10 | Norvegia (bandiera)    | C     | Magne Hoseth                |
| 13 | Stati Uniti (bandiera) | A     | Brian Waltrip               |
| 14 | Norvegia (bandiera)    | D     | Christian Steen             |
| 15 | Norvegia (bandiera)    | C     | Aksel Berget Skjølsvik      |
| 16 | Norvegia (bandiera)    | D     | Jacob Meidell               |

| N. |                     | Ruolo | Calciatore           |
| -- | ------------------- | ----- | -------------------- |
| 17 | Brasile (bandiera)  | C     | Valter Tomaz Junior  |
| 19 | Brasile (bandiera)  | A     | José Mota            |
| 20 | Norvegia (bandiera) | A     | Rune Ertsås          |
| 21 | Norvegia (bandiera) | C     | Kristian Strandhagen |
| 22 | Norvegia (bandiera) | P     | Jan Kjell Larsen     |
| 23 | Norvegia (bandiera) | D     | Knut Olav Rindarøy   |
| 24 | Norvegia (bandiera) | D     | Vegard Forren        |
| 25 | Senegal (bandiera)  | A     | Mame Mbar Diouf      |
| 30 | Norvegia (bandiera) | P     | Elias Valderhaug     |
| 31 | Norvegia (bandiera) | D     | Vidar Henriksen      |
| 32 | Senegal (bandiera)  | A     | Mame Biram Diouf     |
| 42 | Senegal (bandiera)  | A     | Pape Paté Diouf      |

## Risultati

### Campionato

#### Girone di andata
| Arbitro: | Staberg |

|  |           |            |
|  | Marcatori | 47’ Ertsås |

| Arbitro: | Sælen (Bergen) |

|                                       |           |                |
| Thioune 27’ P. Diouf 60’ M. Diouf 76’ | Marcatori | 86’ P. Rønning |

| Arbitro: | Berntsen (Vang) |

|  |           |                           |
|  | Marcatori | 21’ P. Diouf 49’ M. Diouf |

| Arbitro: | Hauge (Bergen) |

|              |           |          |
| M. Diouf 18’ | Marcatori | 7’ Šarić |

| Arbitro: | Hafsås |

|                            |           |                                       |
| Kobayashi 10’ Farnerud 43’ | Marcatori | 28’ (aut.) Olsen 50’ Thioune 65’ Mota |

| Arbitro: | Staberg |

|              |           |                         |
| M. Diouf 90’ | Marcatori | 38’ Bjarnason 65’ Nisja |

| Arbitro: | Berntsen (Vang) |

|  |           |                         |
|  | Marcatori | 60’ M. Diouf 63’ Hoseth |

| Arbitro: | Helgerud (Lier) |

|  |           |                                    |
|  | Marcatori | 26’ Leigh 49’ dos Santos 79’ Zajić |

| Arbitro: | Berntsen (Vang) |

|                       |           |                              |
| Olsen 54’ Iversen 90’ | Marcatori | 15’ Forren 75’ (aut.) Tettey |

| Arbitro: | Sælen (Bergen) |

|          |           |             |
| Mota 85’ | Marcatori | 90’ Knarvik |

| Arbitro: | Skjerven (Kaupanger) |

|                        |           |  |
| Jaiteh 30’ Karadas 90’ | Marcatori |  |

| Arbitro: | Hafsås |

|                            |           |                  |
| M. Diouf 21’ Skjølsvik 36’ | Marcatori | 30’ (aut.) Steen |

| Arbitro: | Skjerven (Kaupanger) |

|                        |           |                   |
| Fevang 18’ Hulsker 78’ | Marcatori | 19’, 65’ P. Diouf |

| Arbitro: | Helgerud (Lier) |

|                            |           |  |
| Mota 13’ Hoseth 74’ (rig.) | Marcatori |  |

| Arbitro: | Moen (Haugesund) |

|  |           |            |
|  | Marcatori | 90’ Ertsås |

#### Girone di ritorno
| Arbitro: | Edvartsen (Hamar) |

|                                                       |           |  |
| P. Diouf 15’ M. Diouf 65’ Thioune 77’ (rig.) Mota 80’ | Marcatori |  |

| Arbitro: | Sandmoen (Bergen) |

|                           |           |                                                 |
| Martins 11’ Konradsen 41’ | Marcatori | 20’ P. Diouf 34’ M. Diouf 61’ Hoseth 89’ Ertsås |

| Arbitro: | Skjerven (Kaupanger) |

|                                        |           |                             |
| M. Diouf 1’, 7’, 10’, 27’ P. Diouf 90’ | Marcatori | 46’ Huseklepp 90’ Björnsson |

| Arbitro: | Edvartsen (Hamar) |

|                |           |          |
| Salčinović 73’ | Marcatori | 74’ Mota |

| Arbitro: | Staberg |

|                                                                             |           |                      |
| Forren 7’ Mota 21’, 90’ Hoseth 32’, 36’, 39’ (rig.) M. Diouf 59’ Ertsås 79’ | Marcatori | 66’ (aut.) Lillebakk |

| Arbitro: | Johnsen |

|                         |           |               |
| Bjarnason 50’ Fillo 78’ | Marcatori | 17’ Skjølsvik |

| Arbitro: | Olsen (Kristiansand) |

|                              |           |                       |
| P. Diouf 2’, 25’ Moström 80’ | Marcatori | 80’ (rig.) Stephenson |

| Arbitro: | Helgerud (Lier) |

|                         |           |              |
| Shelton 39’ Storbæk 71’ | Marcatori | 18’ M. Diouf |

| Arbitro: | Sandmoen |

|                |           |            |
| Steen 34’, 59’ | Marcatori | 90’ Kamara |

| Arbitro: | Edvartsen (Hamar) |

|                 |           |  |
| Reginiussen 25’ | Marcatori |  |

| Arbitro: | Sælen (Bergen) |

|  |           |                                  |
|  | Marcatori | 79’ Iversen 85’ (aut.) Lillebakk |

| Arbitro: | Staberg |

|                               |           |              |
| Gulsvik 15’ (rig.) Kovács 21’ | Marcatori | 89’ Rindarøy |

| Arbitro: | Hauge (Bergen) |

|                                            |           |  |
| M. Diouf 36’ Moström 59’ P. Diouf 69’, 87’ | Marcatori |  |

| Arbitro: | Sandmoen |

|                  |           |                      |
| Gashi 87’ (rig.) | Marcatori | 82’ Thioune 85’ Mota |

| Arbitro: | Moen (Haugesund) |

|                                    |           |  |
| M. Diouf 39’ Hoseth 53’ Forren 69’ | Marcatori |  |

### Coppa di Norvegia
| Måløy 10 maggio 2009, ore 18:00 CEST Primo turno                                                                                | Tornado Måløy | 1 – 2 referto                                                                   | Molde | Måløy Stadion |
| \| \| \| \| \| Sigþórsson 5’ \| Marcatori \| 9’, 36’, 55’ M. Diouf 48’ Steen 77’ Skjølsvik 83’ Ertsås 87’ Moström 90’ Forren \| |               |                                                                                 |       |               |
| |               |                                                                                 |       |               |
| Sigþórsson 5’ | Marcatori     | 9’, 36’, 55’ M. Diouf 48’ Steen 77’ Skjølsvik 83’ Ertsås 87’ Moström 90’ Forren |       |               |

| Ulsteinvik 24 maggio 2009, ore 18:00 CEST Secondo turno | Hødd      | 0 – 2 referto     | Molde | Høddvoll Stadion |
| \| \| \| \| \| \| Marcatori \| 63’, 72’ M. Diouf \|     |           |                   |       |                  |
|                                                         |           |                   |       |                  |
|                                                         | Marcatori | 63’, 72’ M. Diouf |       |                  |

| Molde 18 giugno 2009, ore 18:00 CEST Terzo turno | Molde     | 1 – 0 referto | Kongsvinger | Aker Stadion |
| \| \| \| \| \| Ertsås 80’ \| Marcatori \| \|     |           |               |             |              |
|                                                  |           |               |             |              |
| Ertsås 80’                                       | Marcatori |               |             |              |

| Arbitro: | Berntsen (Vang) |

|  |           |               |
|  | Marcatori | 71’ Skjølsvik |

| Molde 9 agosto 2009, ore 19:00 CEST Quarti di finale                                       | Molde     | 5 – 0 referto | Rosenborg | Aker Stadion |
| \| \| \| \| \| M. Diouf 10’ Hestad 52’ Hoseth 57’ P. Diouf 74’ Mota 83’ \| Marcatori \| \| |           |               |           |              |
|                                                                                            |           |               |           |              |
| M. Diouf 10’ Hestad 52’ Hoseth 57’ P. Diouf 74’ Mota 83’                                   | Marcatori |               |           |              |

| Arbitro: | Moen (Haugesund) |

|                                                                     |           |                                     |
| Hoseth 78’ (rig.) P. Diouf 83’, 95’ Thioune 105’, 120’ Moström 120’ | Marcatori | 45’ Singh 81’, 117’ Moh. Abdellaoue |

| Arbitro: | Helgerud (Lier) |

|                                    |                      |                                          |
| M. Diouf 27’, 96’                  | Marcatori            | 54’ Roberts 115’ Aarøy                   |
| P. Diouf Steen Forren Thioune Mota | Tiri di rigore 4 – 5 | Skiri Phillips Herrera Arneng Stephenson |